# 平將門首塚

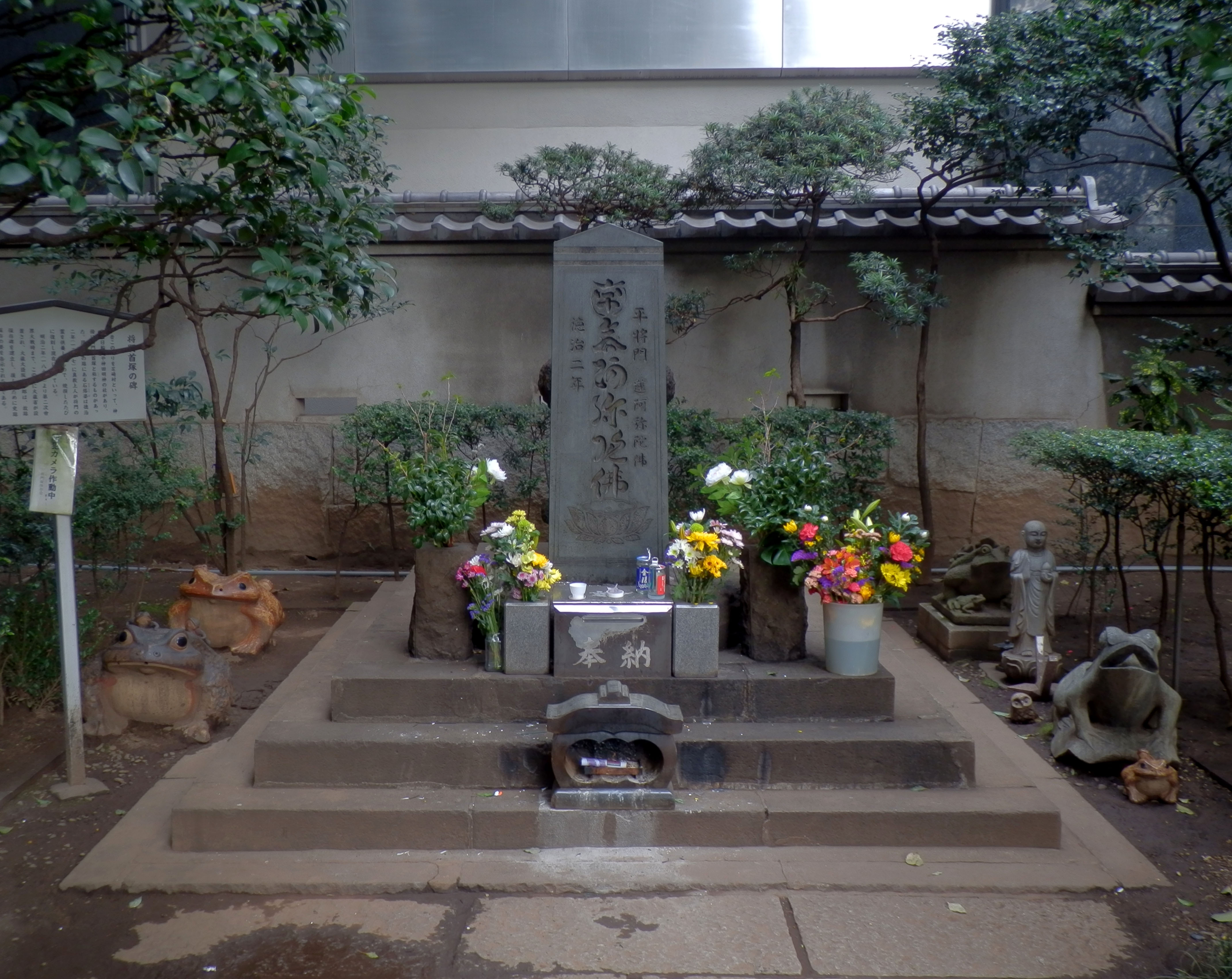
東京都千代田區大手町的首塚之碑

平將門首塚（たいらのまさかどのくびづか）是祭祀平將門首級的塚。也稱將門塚（しょうもんづか）。東京都指定舊跡。

## 概要
傳說，平將門在戰死後，首級被割下來並送到平安京。在呈給朱雀天皇的時候，將門的首級突然睜開雙眼，一臉憤怒，並發出咬牙切齒的聲音，幾乎把朱雀天皇嚇到駕崩。及後，首級在東市和都大路示眾，頭顱久不腐爛，並發出狂笑聲。直到第三日的時候，將門的首級突然發出一聲咆哮聲，然後在夜空中往故鄉飛去，有一堆人當場嚇死，首級於途中力竭而盡，有數個傳說的降落地點，都被認為是平將門的首塚。其中最著名的是東京都千代田區大手町一丁目的首塚。

## 東京都千代田區的將門塚

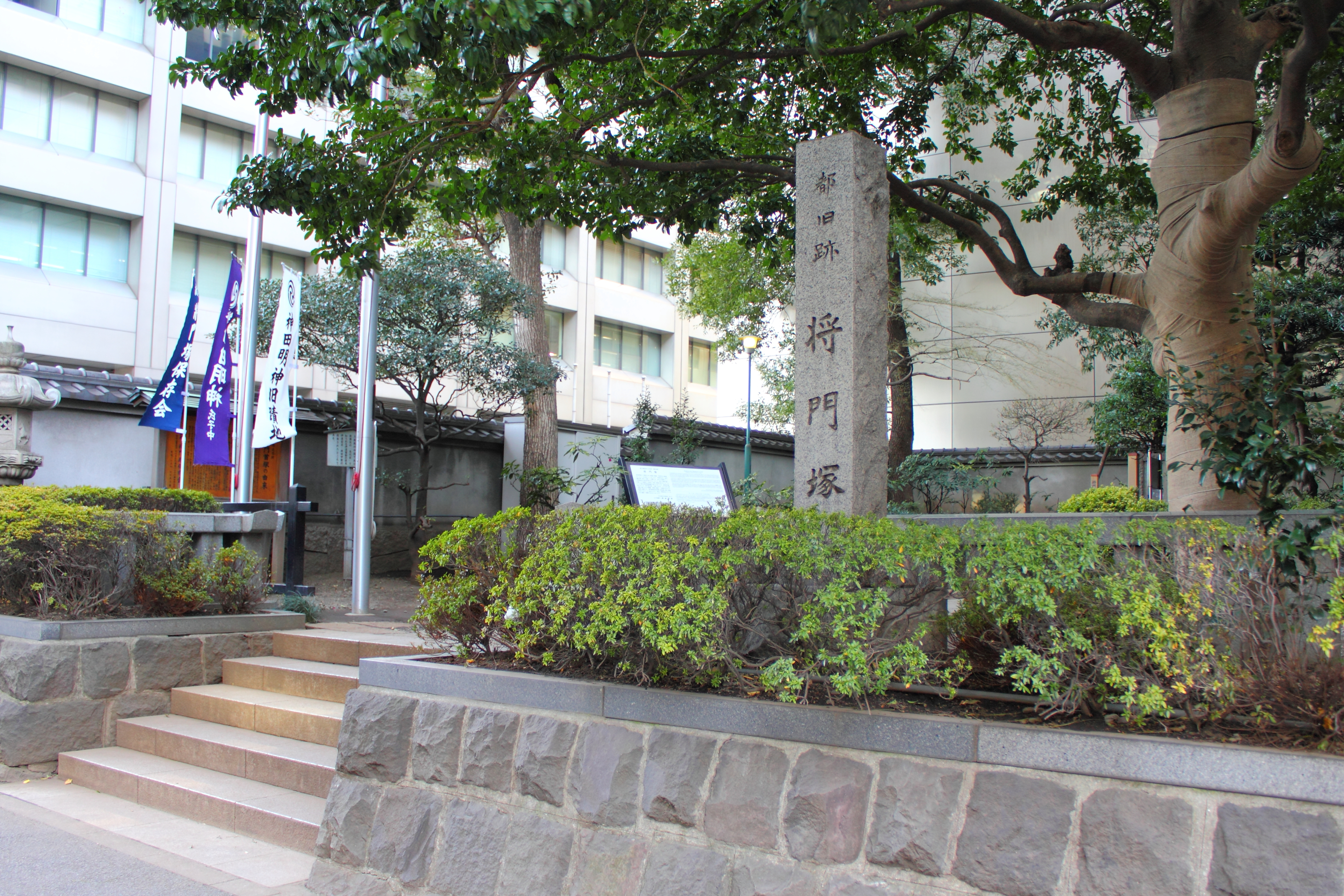
首塚的前門

當地舊稱芝崎村，住民長年為將門的怨靈所苦，德治2年（1307年），諸國巡遊中的他阿真教贈將門「蓮阿彌陀佛」的法名，配祀神田明神，在首塚之上揮毫建立板碑。
首塚在關東大震災時損壞，之後大藏省在周邊跡地建設假廳舍，並對首塚進行大規模的挖掘調查。昭和2年（1926年），將門鎮魂碑建立，由神田明神宮司擔任祭主，執行盛大的將門鎮魂祭。將門鎮魂碑是他阿真教上人直筆的石版「南無阿彌陀佛」的拓本。
境內有許多青蛙的裝飾物，放置在石碑的周圍。在地的義工團體在三菱東京UFJ銀行以「平將門」的名義開設口座，存款用於周邊的清掃、整備。

## 靈異傳說
神田明神、築土神社同樣是江戶古來的靈地，長年來受人們崇敬。人們深信對靈地不敬會遭到懲罰，最有名的是關東大震災後，大藏省在跡地建設臨時廳舍之際，工事關係者、省職員、當時的大臣早速整爾相繼因不明原因死亡，省內傳言是將門作祟，導致拆除臨時廳舍的事件。另外，還有在第二次世界大戰後，GHQ在周邊進行區畫整理時，不斷發生原因不詳的嚴重事故。例如當時清理首塚的推土機工人突然暴斃、負責相關工程的美軍參事官突然死在兩公里外的住所、接任相關工程的美軍中尉也在接任的翌日車禍死亡、甚至連停車場的設計者也意外墜樓而死。美軍高層最後只好終止計畫。
結果，首塚一直存在至今，受到崇敬。近隣企業也参加「史蹟將門塚保存会」，共同維持管理。

## 青蛙
首塚的境內有許多青蛙的裝飾物。根據傳承，將門的首級從京都飛返關東，日後和「歸來」同音的「青蛙」成為祈求「平安歸來」的對象。三井物產馬尼拉支店長綁架事件以來，更加受到注目。例如，向青蛙祈求外派的職員或被綁架、行蹤不明的兒童平安歸來。

## 脚注
1. ↑  加門七海『平将門魔方陣』文庫版
2. ↑  「産経抄」（產經新聞2015年1月23日）。

## 關連項目
- 平將門胴塚
- 帝都物語
- 都市傳說之女

## 外部連結
- 将門首塚を考える
- 築土神社
- 神田神社（神田明神） （页面存档备份，存于）

35°41′14.2″N 139°45′45.8″E / 35.687278°N 139.762722°E